# Paesi rappresentati al concorso di Miss Universo
La seguente voce contiene una lista di tutte le nazioni o territori che hanno inviato almeno una volta una propria rappresentante al concorso di bellezza Miss Universo. Trentadue delle seguenti nazioni hanno vinto almeno una volta il titolo.

## Partecipanti attuali
| Nazione                       | Debutto | Concorso nazionale                                                   | Miglior piazzamento | Ultimo piazzamento                                                        | Note |
| ----------------------------- | ------- | -------------------------------------------------------------------- | --- | ------------------------------------------------------------------------- | --- |
| Albania                       | 2002    | Miss Albania                                                         | Top 10 - Anisa Kospiri (2002) - Angela Martini (2010) | 2019 - Cindy Marina (Top 20)                                              | |
| Angola                        | 1998    | Miss Angola                                                          | Vincitrice - Leila Lopes (2011) | 2011 - Leila Lopes (Vincitrice)                                           | |
| Antigua e Barbuda             | 1977    | Miss Antigua e Barbuda                                               | |                                                                           | |
| Argentina                     | 1954    | Miss Argentina                                                       | Vincitrice - Norma Nolan (1962) | 2014 - Valentina Ferrer (Top 10)                                          | |
| Aruba                         | 1964    | Miss Aruba                                                           | Seconda classificata - Taryn Mansell (1996) | 1996 - Taryn Mansell (Seconda classificata)                               | |
| Australia                     | 1952    | Miss Australia                                                       | Vincitrice - Kerry Anne Wells (1972) - Jennifer Hawkins (2004) | 2018 - Francesca Hung (Top 20)                                            | |
| Austria                       | 1953    | Miss Austria                                                         | Seconda classificata - Eva Maria Düringer (1977) | 1977 - Eva Maria Düringer (Seconda classificata)                          | |
| Bahamas                       | 1963    | Miss Bahamas                                                         | Top 10 - Chantel O'Brian (2021) | 2021 - Chantel O'Brian (Top 10)                                           | |
| Bangladesh                    | 2019    | Miss Bangladesh                                                      | |                                                                           | |
| Barbados                      | 1976    | Miss Barbados                                                        | |                                                                           | |
| Belgio                        | 1952    | Miss Belgio                                                          | Quinta classificata - Dominique Van Eeckhoudt (1981) | 2018 - Zoé Brunet (Top 20)                                                | |
| Belize                        | 1975    | Miss Belize                                                          | Top 12 - Sarita Diana Acosta (1979) | 1979 - Sarita Diana Acosta (Top 12)                                       | |
| Birmania                      | 1959    |                                                                      | |                                                                           | |
| Bolivia                       | 1959    | Miss Bolivia                                                         | Top 6 - Rosario Rico Toro (1990) | 2006 - Maria Desirée Durán Morales (Top 10)                               | |
| Botswana                      | 1999    | Miss Botswana                                                        | Vincitrice - Mpule Kwelagobe (1999) | 1999 - Mpule Kwelagobe (Vincitrice)                                       | |
| Brasile                       | 1954    | Miss Brasile                                                         | Vincitrice - Iêda Maria Vargas (1963) - Martha Vasconcellos (1968) | 2019 - Júlia Horta (Top 20)                                               | |
| Bulgaria                      | 1991    | Miss Bulgaria                                                        | |                                                                           | |
| Canada                        | 1952    | Miss Canada                                                          | Vincitrice - Karen Baldwin (1982) - Natalie Glebova (2005) | 2018 - Marta Magdalena Stepien (Top 10)                                   | |
| Cile                          | 1952    | Miss Cile                                                            | Vincitrice - Cecilia Bolocco (1987) | 2004 - Gabriela Barros (Top 15)                                           | |
| Cina                          | 2002    | Miss Cina                                                            | Terza classificata - Zhuo Ling (2002) | 2017 - Roxette Qiu (Top 16)                                               | |
| Cipro                         | 1973    | Miss Cipro                                                           | Top 10 - Demetra Eleftheriou (2002) | 2002 - Demetra Eleftheriou (Top 10)                                       | |
| Colombia                      | 1958    | Miss Colombia                                                        | Vincitrice - Luz Marina Zuluaga (1958) - Paulina Vega (2014) | 2019 - Gabriela Tafur (Top 5)                                             | |
| Corea del Sud                 | 1954    | Miss Corea                                                           | Seconda classificata - Jang Yoon-jeong (1988) | 2007 - Honey Lee (Quarta classificata)                                    | |
| Costa Rica                    | 1954    | Miss Costa Rica                                                      | Top 10 - Nancy Soto (2004) - Johanna Solano (2012) - Natalia Carvajal (2018) | 2018 - Natalia Carvajal (Top 10)                                          | |
| Croazia                       | 1997    | Miss Croazia                                                         | Top 15/16 - Sarah Ćosić (2009) - Elizabeta Burg (2012) - Shanaelle Petty (2017) - Mia Rkman (2019)                                                                                                 | 2019 - Mia Rkman (Top 20)                                                 | |
| Curaçao                       | 1963    | Miss Curaçao                                                         | Seconda classificata - Anne Marie Braafheid (1968) | 2018 - Akisha Albert (Top 10)                                             | |
| Danimarca                     | 1952    | Miss Danimarca                                                       | Seconda classificata - Aino Korwa (1963) | 2007 - Zaklina Sojic (Top 15)                                             | |
| Ecuador                       | 1955    | Miss Ecuador                                                         | Terza classificata - Constanza Baez (2013) | 2013 - Constanza Baez (Top 10)                                            | |
| Egitto                        | 1987    | Miss Egitto                                                          | |                                                                           | |
| El Salvador                   | 1954    | Miss El Salvador                                                     | Seconda classificata - Maribel Arrieta (1955) | 1996 - Carmen Milena Mayorga (Top 10)                                     | |
| Estonia                       | 1993    | Miss Estonia                                                         | Top 10 - Kristiina Heinmets (1997) - Evelyn Mikomägi (2000) | 2000 - Evelyn Mikomägi (Top 10)                                           | |
| Etiopia                       | 2004    | Miss Etiopia                                                         | Top 20 - Dina Fekadu (2006) | 2006 - Dina Fekadu (Top 20)                                               | |
| Filippine                     | 1952    | Miss Filippine                                                       | Vincitrice - Gloria Diaz (1969) - Margarita Moran (1973) - Pia Wurtzbach (2015) - Catriona Gray (2018)                                                                                             | 2019 - Gazini Ganados (Top 20)                                            | |
| Finlandia                     | 1952    | Miss Finlandia                                                       | Vincitrice - Armi Kuusela (1952) - Anne Marie Pohtamo (1975) | 1996 - Lola Odusoga (Terza classificata)                                  | |
| Francia                       | 1952    | Miss Francia                                                         | Vincitrice - Christiane Martel (1953) - Iris Mittenaere (2016) | 2019 - Maëva Couke (Top 10)                                               | |
| Gabon                         | 2012    | Miss Gabon                                                           | - |                                                                           | |
| Georgia                       | 2004    | Miss Georgia                                                         | - |                                                                           | |
| Germania                      | 1952    | Miss Germania                                                        | Vincitrice - Marlene Schmidt (1961) | 2002 - Natascha Börger (Top 10)                                           | |
| Ghana                         | 1991    | Miss Ghana                                                           | Top 10 - Akuba Cudjoe (1999) | 2017 - Ruth Quashie (Top 16)                                              | |
| Giamaica                      | 1961    | Miss Giamaica                                                        | Seconda classificata - Yendi Phillipps (2010) | 2018 - Emily Maddison (Top 20)                                            | |
| Giappone                      | 1952    | Miss Giappone                                                        | Vincitrice - Akiko Kojima (1959) - Riyo Mori (2007) | 2015 - Ariana Miyamoto (Top 10)                                           | |
| Grecia                        | 1952    | Miss Grecia                                                          | Vincitrice - Corinna Tsopei (1964) | 2005 - Evangelia Aravani (Top 15)                                         | |
| Guinea Equatoriale            | 2019    | Miss Guinea Equatoriale                                              | |                                                                           | |
| Guam                          | 1966    | Miss Guam                                                            | Seconda classificata - Patty Chong Kerkos (1982) | 1982 - Patty Chong Kerkos (Seconda classificata)                          | |
| Guatemala                     | 1955    | Miss Guatemala                                                       | Top 10 - Ilma Urrutia (1984) - Jessica Scheel (2010) | 2010 - Jessica Scheel (Top 10)                                            | |
| Guyana                        | 1956    | Miss Guyana                                                          | - |                                                                           | |
| Haiti                         | 1962    | Miss Haiti                                                           | Seconda classificata - Gerthie David (1975) - Raquel Péllissier (2016) | 2016 - Raquel Pelissier (Seconda classificata))                           | |
| Honduras                      | 1954    | Miss Honduras                                                        | Top 15 - Pastora Pagán (1955) | 1955 - Pastora Pagán (Top 15)                                             | |
| India                         | 1952    | Miss India                                                           | Vincitrice - Sushmita Sen (1994) - Lara Dutta (2000) | 2019 - Vartika Singh (Top 20)                                             | |
| Indonesia                     | 1974    | Miss Indonesia                                                       | Top 10 - Frederika Alexis Cull (2019) | 2019 - Frederika Alexis Cull (Top 10)                                     | |
| Irlanda                       | 1961    | Miss Irlanda                                                         | Terza classificata - Marlene McKeown (1963) - Roberta Brown (1983) | 2018 - Graine Gallanagh (Top 20)                                          | |
| Islanda                       | 1956    | Miss Islanda                                                         | Seconda classificata - Anna Geirsdóttir (1962) | 2019 - Birta Abiba Þórhallsdóttir (Top 10)                                | |
| Isole Cayman                  | 1980    | Miss Isole Cayman                                                    | |                                                                           | |
| Isole Marianne Settentrionali |         | Miss Isole Marianne Settentrionali                                   | |                                                                           | |
| Isole Vergini Americane       | 1961    | Miss USVI Universe                                                   | |                                                                           | |
| Isole Vergini britanniche     | 1977    | Miss Isole Vergini britanniche                                       | |                                                                           | |
| Israele                       | 1952    | Miss Israele - (in ebraico מלכת היופי‎? Malkat Hayofi "Beauty Queen") | Vincitrice - Rina Messinger (1976) | 2005 - Elena Ralph (Top 10)                                               | |
| Italia                        | 1952    | Miss Italia / Miss Universo Italia                                   | Seconda classificata - Daniela Bianchi (1960) - Roberta Capua (1987) | 2014 - Valentina Bonariva (Top 15)                                        | |
| Kazakistan                    | 2006    | Miss Kazakistan                                                      | |                                                                           | |
| Kenya                         | 1987    | Miss Kenya                                                           | Top 6 - Mary Esther Were (2016) | 2016 - Mary Esther Were (Top 6)                                           | |
| Kirghizistan                  | 2018    | Miss Kirghizistan                                                    | |                                                                           | |
| Kosovo                        | 2008    | Miss Kosovo                                                          | Terza classificata - Marigona Dragusha (2009) | 2012 - Diana Avdiu (Top 16)                                               | |
| Laos                          | 2017    | Miss Laos                                                            | |                                                                           | |
| Lettonia                      | 2005    | Miss Lettonia                                                        | Top 10 - Ieva Kokoreviča (2005) |                                                                           | |
| Libano                        | 1955    | Miss Libano                                                          | Vincitrice - Georgina Rizk (1971) | 1973 - Marcelle Herro (Top 12)                                            | |
| Lituania                      | 2012    | Miss Lituania                                                        | - | -                                                                         | |
| Malaysia                      | 1964    | Miss Malesia                                                         | Top 15 - Josephine Lena Wong Jaw Leng (1970) | 1970 - Josephine Lena Wong Jaw Leng (Top 15)                              | |
| Malta                         | 1963    | Miss Malta                                                           | | -                                                                         | |
| Mauritius                     | 1975    | Miss Mauritius                                                       | |                                                                           | |
| Messico                       | 1952    | Miss Messico                                                         | Vincitrice - Lupita Jones (1991) - Jimena Navarrete (2010) | 2019 - Sofía Aragón (Terza classificata)                                  | |
| Mongolia                      | 2018    | Miss Mongolia                                                        | |                                                                           | |
| Montenegro                    | 2007    | Miss Montenegro                                                      | | -                                                                         | |
| Namibia                       | 1981    | Miss Namibia                                                         | Vincitrice - Michelle McLean (1992) | 2003 - Ndapewa Alfons (Top 10)                                            | |
| Nepal                         | 2017    | Miss Nepal                                                           | Top 10 - Manita Devkota (2018) | 2018 - Manita Devkota (Top 10)                                            | |
| Nicaragua                     | 1955    | Miss Nicaragua                                                       | Top 10 - Xiomara Blandino (2007) | 2013 - Nastassja Bolivar (Top 16)                                         | |
| Nigeria                       | 1964    | Miss Nigeria                                                         | Top 10 - Agbani Darego (2001) | 2019 - Olutosin Araromi (Top 20)                                          | |
| Norvegia                      | 1952    | Miss Norvegia                                                        | Vincitrice - Mona Grudt (1990) | 2005 - Helene Traasavik (Top 15)                                          | |
| Nuova Zelanda                 | 1954    | Miss Nuova Zelanda                                                   | Vincitrice - Lorraine Downes (1983) | 1983 - Lorraine Downes (Vincitrice)                                       | |
| Paesi Bassi                   | 1956    | Miss Paesi Bassi                                                     | Vincitrice - Angela Visser (1989) come Miss Paesi Bassi | 2014 - Yasmin Verheijen (Quarta classificata)                             | La nazione ha partecipato come Olanda sino al 1991 quando ha cambiato nome con la denominazione ufficiale di Paesi Bassi. |
| Panama                        | 1952    | Miss Panamá                                                          | Seconda classificata (Vincitrice) - Justine Pasek (2002) (Ha rimpiazzato la vincitrice detronizzata)                                                                                               | 2016 - Keity Drennan (Top 13)                                             | |
| Paraguay                      | 1957    | Miss Universo Paraguay                                               | Seconda classificata - Nadia Ferreira (2021) | 2021 - Nadia Ferreira (Seconda classificata)                              | |
| Perù                          | 1952    | Miss Perù                                                            | Vincitrice - Gladys Zender (1957) | 2019 - Kelin Rivera (Top 10)                                              | |
| Polonia                       | 1958    | Miss Polonia                                                         | Quarta classificata - Brygida Bziukiewicz (1986) - Joanna Gapińska (1989) | 2018 - Magdalena Swat (Top 20)                                            | |
| Portogallo                    | 1960    | Miss Républica Portuguesa                                            | Top 10 - Laura Gonçalves (2011) | 2019 - Sylvie Silva (Top 20)                                              | |
| Porto Rico                    | 1952    | Miss Porto Rico                                                      | Vincitrice - Marisol Malaret (1970) - Deborah Carthy-Deu (1985) - Dayanara Torres (1993) - Denise Quiñones (2001) - Zuleyka Rivera (2006)                                                          | 2019 - Madison Anderson (Seconda Classificata)                            | |
| Regno Unito                   | 1952    | Miss Gran Bretagna                                                   | Seconda classificata - Rosemarie Frankland (1961), Miss Galles - Brenda Blackler (1964), Miss Inghilterra - Helen Morgan (1974), Miss Galles - Linda Gallagher (1980), Miss Scozia                 | 2018 - Dee-Ann Kentish-Rogers (Top 20)                                    | Ha gareggiato come Gran Bretagna nel 1952, diviso in Inghilterra, Scozia e Galles nel 1955, nuovamente insieme come Regno Unito nel 1991, rinominato Gran Bretagna nel 1992, nuovamente Regno Unito nel 2005, semplificato in United Kingdom nel 2008 ed infine nuovamente Gran Bretagna dal 2009. |
| Repubblica Ceca               | 1993    | Miss Repubblica Ceca                                                 | Top 10 - Pavlina Barbuková (1993) - Kateřina Smrzová (2003) - Iveta Lutovská (2009) | 2010 - Jitka Valkova (Top 15)                                             | Ha gareggiato come Cecoslovacchia nel 1970, e dal 1990 al 1992. |
| Rep. Dominicana               | 1956    | Miss Repubblica Dominicana                                           | Vincitrice - Amelia Vega (2003) | 2019 - Clauvid Dály (Top 20)                                              | |
| Romania                       | 1991    | Miss Romania                                                         | |                                                                           | |
| Russia                        | 1994    | Miss Russia                                                          | Vincitrice (detronizzata) - Oxana Fedorova (2002) | 2012 - Elizaveta Golovanova (Top 10)                                      | |
| Saint Vincent e Grenadine     | 1964    | Miss SVG                                                             | |                                                                           | |
| Saint Lucia                   | 1977    | Miss St. Lucia                                                       | |                                                                           | |
| Serbia                        | 2007    | Miss Serbia                                                          | |                                                                           | |
| Singapore                     | 1954    | Miss Singapore                                                       | Top 10 - Marion Nicole Teo (1987) | 1987 - Marion Nicole Teo (Top 10)                                         | |
| Sint Maarten                  | 2000    | Miss St. Martin                                                      | - |                                                                           | |
| Slovacchia                    | 1994    | Miss Slovacchia                                                      | Top 6 - Silvia Lakatošová (1994) | 1994 - Silvia Lakatošová (Top 6)                                          | |
| Slovenia                      | 2001    | Miss Slovenia                                                        | Top 15 - Tjaša Kokalj (2007) | 2007 - Tjaša Kokalj (Top 15)                                              | |
| Spagna                        | 1960    | Miss Spagna                                                          | Vincitrice - Amparo Muñoz (1974) | 2017 - Sofía del Prado (Top 10)                                           | |
| Sri Lanka                     | 1955    | Miss Sri Lanka                                                       | Terza classificata - Maureen Hingert (1955) come Miss Ceylon | 2017 - Christina Peiris (Top 16)                                          | Ha gareggiato come Ceylon sino al 1973. |
| Stati Uniti                   | 1952    | Miss USA                                                             | Vincitrice - Miriam Stevenson (1954) - Carol Morris (1956) - Linda Bement (1960) - Sylvia Hitchcock (1967) - Shawn Weatherly (1980) - Chelsi Smith (1995) - Brook Lee (1997) - Olivia Culpo (2012) | 2019 - Cheslie Kryst (Top 10)                                             | |
| Sudafrica                     | 1952    | Miss Sudafrica                                                       | Vincitrice - Margaret Gardiner (1978) - Demi-Leigh Nel-Peters (2017) - Zozibini Tunzi (2019) | 2019 - Zozibini Tunzi (Vincitrice)                                        | Il Sudafrica non partecipò fra il 1985 ed il 1994 per via delle proteste anti-apartheid. |
| Svezia                        | 1952    | Miss Svezia                                                          | Vincitrice - Hillevi Rombin (1955) - Margareta Arvidsson (1966) - Yvonne Ryding (1984) | 2009 - Renate Cerljen (Top 15)                                            | Svezia ha rinunciato a partecipare a Miss Universo dal 2005, per via di diverse opinioni in merito all'utilizzo del costume da bagno durante la competizione. |
| Svizzera                      | 1953    | Miss Svizzera                                                        | Terza classificata - Lauriane Gilliéron (2006) | 2013 - Dominique Rinderknecht (Top 16)                                    | |
| Tanzania                      | 2007    | Miss Tanzania                                                        | Top 10 - Flaviana Matata (2007) | 2007 - Flaviana Matata (Top 10)                                           | |
| Thailandia                    | 1954    | Miss Thailandia                                                      | Vincitrice - Apasra Hongsakula (1965) - Porntip Nakhirunkanok (1988) | 2019 - Paweensuda Drouin (Top 5)                                          | |
| Trinidad e Tobago             | 1964    | Miss Trinidad e Tobago                                               | Vincitrice - Janelle Commissiong (1977) - Wendy Fitzwilliam (1998) | 2006 - Kenisha Thom (Top 10)                                              | |
| Turchia                       | 1952    | Miss Turchia                                                         | Top 10 - Jülide Ateş (1990) | 1990 - Çağıl Özge Özkul (Top 16)                                          | |
| Turks e Caicos                | 1980    | Miss Turks e Caicos                                                  | Top 10 - Carmelita Ariza (1987) | 1987 - Carmelita Ariza (Top 10)                                           | |
| Ucraina                       | 1995    | Miss Ucraina                                                         | Seconda classificata - Olesya Stefanko (2011) | 2014 - Diana Harkusha (Terza classificata)                                | |
| Ungheria                      | 1992    | Miss Ungheria                                                        | Top 10 - Agnes Konkoly (2012) | 2018 - Enikő Kecskès (Top 20)                                             | |
| Uruguay                       | 1952    | Miss Uruguay                                                         | Quinta classificata - Andrea López (1985) | 1985 - Andrea López (Quarta classificata) 2017 - Kára McCullough (Top 10) | |
| Venezuela                     | 1952    | Miss Venezuela                                                       | Vincitrice - Maritza Sayalero (1979) - Irene Sáez (1981) - Bárbara Palacios (1986) - Alicia Machado (1996) - Dayana Mendoza (2008) - Stefanía Fernández (2009) - Gabriela Isler                    | 2021 - Luiseth Materan (Top 16)                                           | |
| Vietnam                       | 2004    | Miss Vietnam                                                         | Top 5 - H'Hen Niê (2018) | 2019 - Thùy (Top 20)                                                      | |
| Zambia                        | 1995    | Miss Zambia                                                          | |                                                                           | |

### Nazioni ritirate/inattive
La seguente lista contiene una lista di tutte le nazioni e territori che non hanno partecipato al concorso dal 2005, ma che nel passato avevano partecipato almeno una volta.
| Nazione                           | Motivo/Note | Ultima partecipazione |
| --------------------------------- | --- | --------------------- |
| Alaska                            | Ha partecipato a Miss USA sino al 1959 | 1958                  |
| Bermuda                           | - | 1997                  |
| Bophuthatswana                    | Denominazione non più esistente, integrata in Africa del sud nel 1994 | 1979                  |
| Burma                             | Concorso vietato | 1961                  |
| Caraibi                           | Ha gareggiato come Kingston nel 1954, e come Port of Spain, Trinidad nel 1955 e 1958 | 1958                  |
| Cecoslovacchia                    | Separato fra Repubblica Ceca e Slovacchia nel 1993 | 1992                  |
| Comunità degli Stati Indipendenti | Ex Unione Sovietica, divisa in numerose nazioni | 1992                  |
| Costa d'Avorio                    | - | 1986                  |
| Cuba                              | Concorso vietato | 1967                  |
| Dahomey                           | Denominazione non più esistente, attualmente conosciuto come Benin | 1962                  |
| Dominica                          | - | 1985                  |
| Figi                              | - | 1981                  |
| Galles                            | Sostituito da Regno Unito nel 1991 | 1990                  |
| Gambia                            | - | 1986                  |
| Gibilterra                        | - | 1990                  |
| Giordania                         | Concorso vietato | 1960                  |
| Grenada                           | - | 1964                  |
| Groenlandia                       | Ha gareggiato a Miss Danimarca fra il 1987 ed il 1990 | 1990                  |
| Guadalupa                         | - | 1984                  |
| Guyana francese                   | Ha gareggiato a Miss Francia sino al 1987 | 1984                  |
| Hawaii                            | Ha gareggiato a Miss USA sino al 1960 | 1959                  |
| Hong Kong                         | Ha partecipato a Miss Cina sino al 2002 | 2000                  |
| Inghilterra                       | Sostituito da Regno Unito nel 1991 | 1990                  |
| Iraq                              | | 1972                  |
| Isole Cook                        | - | 1999                  |
| Jugoslavia                        | La Jugoslavia si è divisa nel 1992 in Croazia e Slovenia, e nel 2006 in Montenegro e Serbia. Le altre due nazioni, Macedonia e Bosnia ed Erzegovina non hanno mai partecipato al concorso. | 2002                  |
| Lesotho                           | - | 1978                  |
| Liberia                           | - | 1977                  |
| Lussemburgo                       | - | 1994                  |
| Madagascar                        | - | 1961                  |
| Marocco                           | Concorso vietato | 1978                  |
| Martinica                         | - | 1984                  |
| Nuova Caledonia                   | - | 1982                  |
| Nuove Ebridi                      | Denominazione non più esistente, attualmente conosciuto come Vanuatu | 1978                  |
| Okinawa                           | Sotto l'amministrazione statunitense sino al 1945, attualmente reintegrato nel Giappone | 1968                  |
| Papua Nuova Guinea                | - | 1986                  |
| Portogallo                        | (Ritorna in partecipazione nel Miss Universo 2023). | 2002                  |
| Rhodesia e Nyasaland              | Federazione composta dalla Rhodesia Meridionale (Zimbabwe), dalla Rhodesia Settentrionale (Zambia) e dal Nyasaland (Malawi)                                                                | 1961                  |
| Riunione                          | Ha gareggiato a Miss Francia sino al 1987 | 1986                  |
| Saint Kitts e Nevis               | - | 1981                  |
| Samoa                             | - | 1986                  |
| Scozia                            | Sostituito da Regno Unito nel 1991 | 1990                  |
| Senegal                           | - | 1987                  |
| Serbia e Montenegro               | Diviso fra Serbia e Montenegro | 2006                  |
| Seychelles                        | - | 1995                  |
| Stati Federati di Micronesia      | Territorio suddiviso in microstati, alcuni dei quali dipendenti dagli Stati Uniti d'America                                                                                                | 1975                  |
| Suriname                          | - | 1999                  |
| eSwatini                          | - | 1994                  |
| Tahiti                            | Ha gareggiato a Miss Francia sino al 1987 | 1985                  |
| Taipei                            | Concorso vietato per via delle proteste cittadine | 2004                  |
| Transkei                          | Denominazione non più esistente, reintegrato in Africa del sud nel 1994 | 1983                  |
| Trinidad e Tobago                 | Sostituito da Trinidad e Tobago, nazione indipendente, nel 1966 | 1964                  |
| Tunisia                           | - | 1971                  |
| Unione Sovietica                  | Denominazione non più esistente, diviso in quindici nazioni | 1991                  |
| Zaire                             | Denominazione non più esistente, attualmente conosciuto come Repubblica del Congo | 1986                  |
| Zimbabwe                          | - | 2001                  |

## Tentativi non riusciti di partecipazione
Questa lista contiene l'elenco delle nazioni che hanno tentato almeno una volta, non riuscendosi, di partecipare al concorso.
| Nazione        | Motivo                                                              | Anno |
| -------------- | ------------------------------------------------------------------- | ---- |
| Algeria        | Motivi personali della candidata.                                   | 2003 |
| Cipro          | Motivi legati alla cittadinanza della candidata.                    | 1982 |
| Egitto         | Motivi politici nazionali.                                          | 1955 |
| Guam           | Candidata squalificata in quanto incinta.                           | 1999 |
| Hong Kong      | Candidata squalificata.                                             | 1981 |
| Indonesia      | Permesso alla partecipazione negato dal governo.                    | 1997 |
| Inghilterra    | Incidente della candidata.                                          | 1963 |
| Mayotte        | Partecipazione ad un altro concorso                                 | 2002 |
| Mozambico      | Lo sponsor non permise alla madre della candidata di accompagnarla. | 2001 |
| Nicaragua      | Lo sponsor fallì.                                                   | 1997 |
| Olanda         | Candidata squalificata.                                             | 1957 |
| Russia         | Squalificata per aver posato per Playboy.                           | 2003 |
| Siria          | Motivi politici nazionali.                                          | 1959 |
| Sudafrica      | Motivi politici nazionali.                                          | 1985 |
| Turchia        | Motivi politici nazionali.                                          | 2000 |
| Turks e Caicos | Candidata squalificata in quanto incinta.                           | 2009 |